# Centre (Kamerun)
Zentrum (deutsch für Centre) ist eine Region Kameruns mit der Hauptstadt Jaunde.

## Geografie
Die Region liegt in der Mitte des Landes und grenzt im Norden an die Region Adamaua, im Osten an die Region Ost, im Süden an die Region Süd, im Südwesten an die Region Littoral und im Nordwesten an die Region West.

## Bevölkerungsentwicklung
Seit dem Jahr 1976 hat sich die Einwohnerzahl mehr als verdreifacht.
| Jahr           | Einwohnerzahl |
| -------------- | ------------- |
| Zensus 1976    | 1.176.743     |
| Zensus 1987    | 1.651.600     |
| Zensus 2005    | 3.098.044     |
| Schätzung 2015 | 4.159.500     |

## Politische Gliederung

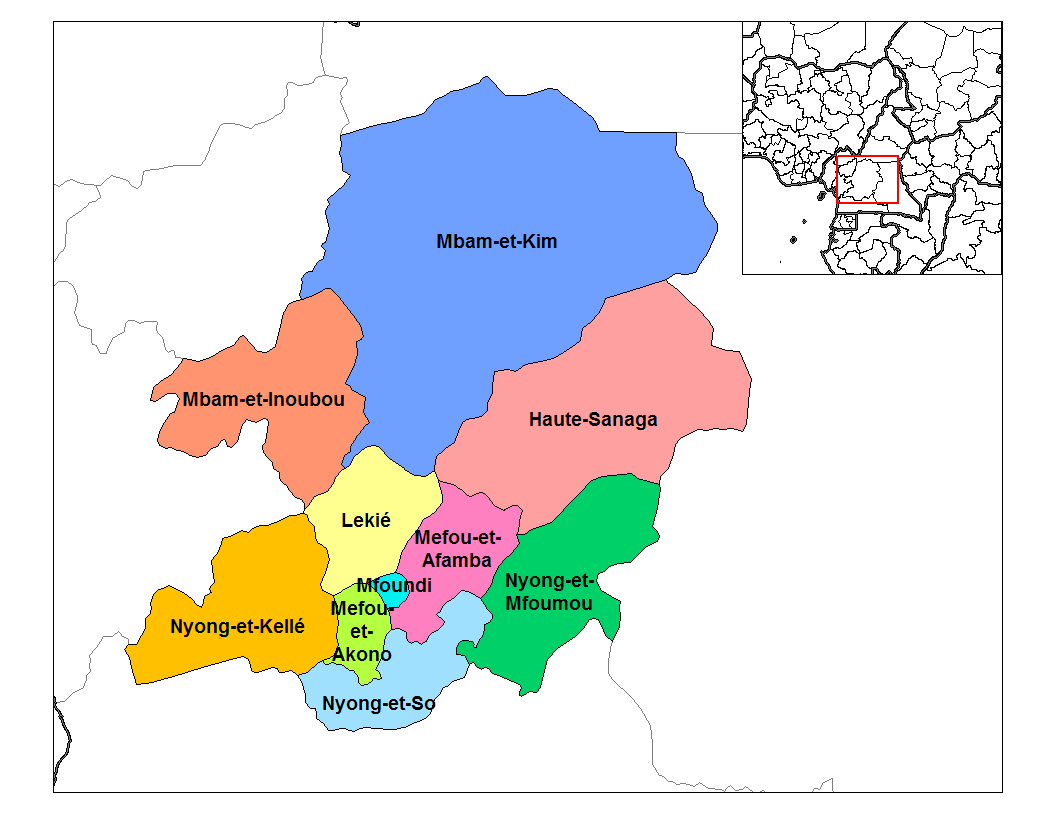
Départements der Region Zentrum

Die Region ist in 10 Département unterteilt. In der unteren Tabelle ist dem jeweiligen Département die Hauptstadt zugeordnet.

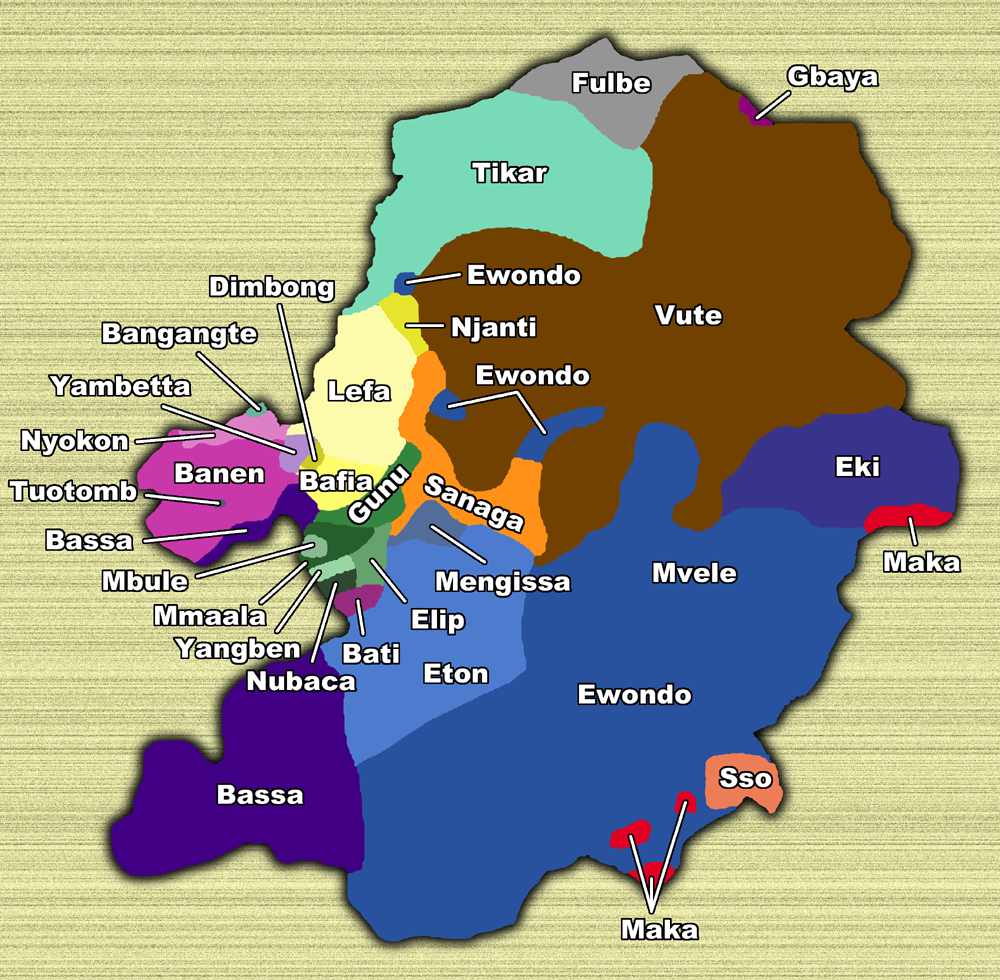
Völker in der Region Zentrum

| Département      | Hauptstadt  | Einwohner 2005 | Fläche in [km²] | Bevölkerungsdichte 2005 [Einwohner/km²] |
| ---------------- | ----------- | -------------- | --------------- | --------------------------------------- |
| Haute-Sanaga     | Nanga-Eboko | 100.352        | 11.854          | 8                                       |
| Lekié            | Monatélé    | 286.050        | 2989            | 96                                      |
| Mfoundi          | Jaunde      | 1.881.876      | 297             | 6336                                    |
| Mbam-et-Inoubou  | Bafia       | 188.927        | 7125            | 27                                      |
| Mbam-et-Kim      | Ntui        | 105.511        | 25.906          | 4                                       |
| Méfou-et-Afamba  | Mfou        | 126.025        | 3338            | 38                                      |
| Méfou-et-Akono   | Ngoumou     | 59.017         | 1329            | 44                                      |
| Nyong-et-Kéllé   | Éséka       | 129.819        | 6362            | 20                                      |
| Nyong-et-Mfoumou | Akonolinga  | 104.507        | 6172            | 17                                      |
| Nyong-et-So’o    | Mbalmayo    | 115.960        | 3581            | 32                                      |
| Gesamt           |             | 3.098.044      | 68.953          | 60                                      |

## Geschichte
Die Region (bis 2008 Provinz) entstand 1983 mit der Aufteilung der Provinz Zentral-Süd (Centre-Sud / Centre-South) in die Provinzen Zentrum und Süd.